# Adrouka
Adrouka (biał. Адроўка; ros. Адровка) – przystanek kolejowy w pobliżu miejscowości Sialec, w rejonie orszańskim, w obwodzie witebskim, na Białorusi. Położony jest na linii Orsza - Lepel.